# Škoda Fabia S2000
Škoda Fabia S2000 byl rallyový automobil specifikace Super 2000 odvozený od druhé generace vozu Škoda Fabia vyráběný Škodou Motorsport.

## Historie

### Představení a první úspěch
Výsledky, kterých dosáhla Fabia WRC, která byla odvozena od první generace Fabie, byly pro značku zklamáním. Škoda Motorsport se tak stáhla z WRC a závodní speciál postavený na základech druhé generace přizpůsobila regulím nové kategorie Super 2000. Škoda Fabia se představila jako studie na autosalonu v Ženevě v roce 2007. S testy funkčního prototypu se začalo v následujícím roce.
Vůz byl vybaven pohonem všech kol, šestistupňovou sekvenční převodovkou a benzinovým atmosférickým čtyřválcem o objemu 2 l. Délka vozu byla 3992 mm, šířka 1798 mm a rozvor 2486 mm, hmotnost se lišila podle nastavení speciálu: 1150 kg pro asfalt, nebo 1200 kg pro šotolinu. Do konce roku Škoda dokončila homologaci. V lednu 2009 debutovala Škoda Fabia S2000 v šampionátu IRC. Na start Rallye Monte Carlo se postavily dvě posádky továrního týmu. Jan Kopecký navigovaný Petrem Starým skončil na čtvrtém místě, Juho Hänninen s Mikkem Markkulou závod nedokončili.

### Evoluce
V roce 2010 se závodní Fabia dočkala druhé evoluce. Vzhled přídě se změnil, aby odrážel designové úpravy, kterými při faceliftu prošla civilní verze. Změny mřížky chladiče, nárazníku a předních světlometů vůz opticky rozšířily.
Nezůstalo jen u rozšíření optického, nová pravidla umožnila zvětšit šířku automobilu na 1820 mm. Upraveno bylo také sací a výfukového potrubí.
V roce 2010 se Škoda naplno věnovala šampionátu IRC. Hänninen získal titul a na druhé příčce skončil Kopecký, Škoda Motorsport zvítězila mezi týmy. V roce 2011 slavil Hänninen titul v S-WRC. V témže roce Andreas Mikkelsen startující s Fabií v barvách Škoda UK zvítězil v IRC, titul obhájil i následující rok.
V průběhu roku 2012 se na voze objevily nové tmavé přední světlomety.
V roce 2012 získal Juho Hänninen s Fabií evropský titul, o rok později to byl Kopecký a v roce 2014 Esapekka Lappi.

### Od S2000 k R5
V roce 2014 se Fabia S2000 dočkala pouze kosmetických změn. Z linky nad mřížkou chladiče zmizel chrom, aby se vůz přiblížil designu nových modelů značky.
V roce 2013 byla představena nová kategorie R5. Nejrychleji reagoval Ford s Fiestou R5 následovaný Peugeotem (208 T16) a Citroënem (DS3 R5). Pozornost týmu Škoda Motorsport se tak musela soustředit na vývoj závodního vozu v nové kategorii. Pro kategorii R5 musela Škoda vyvinout zcela nový přeplňovaný motor o objemu 1,6 l. Než byla představena Fabia R5 Škoda testovala přeplňovaný motor v šasi Fabie S2000.
Databáze eWRC-results.com eviduje celkem 97 vyrobených šasi Fabia S2000, z toho 40 závodilo v barvách továrního týmu.

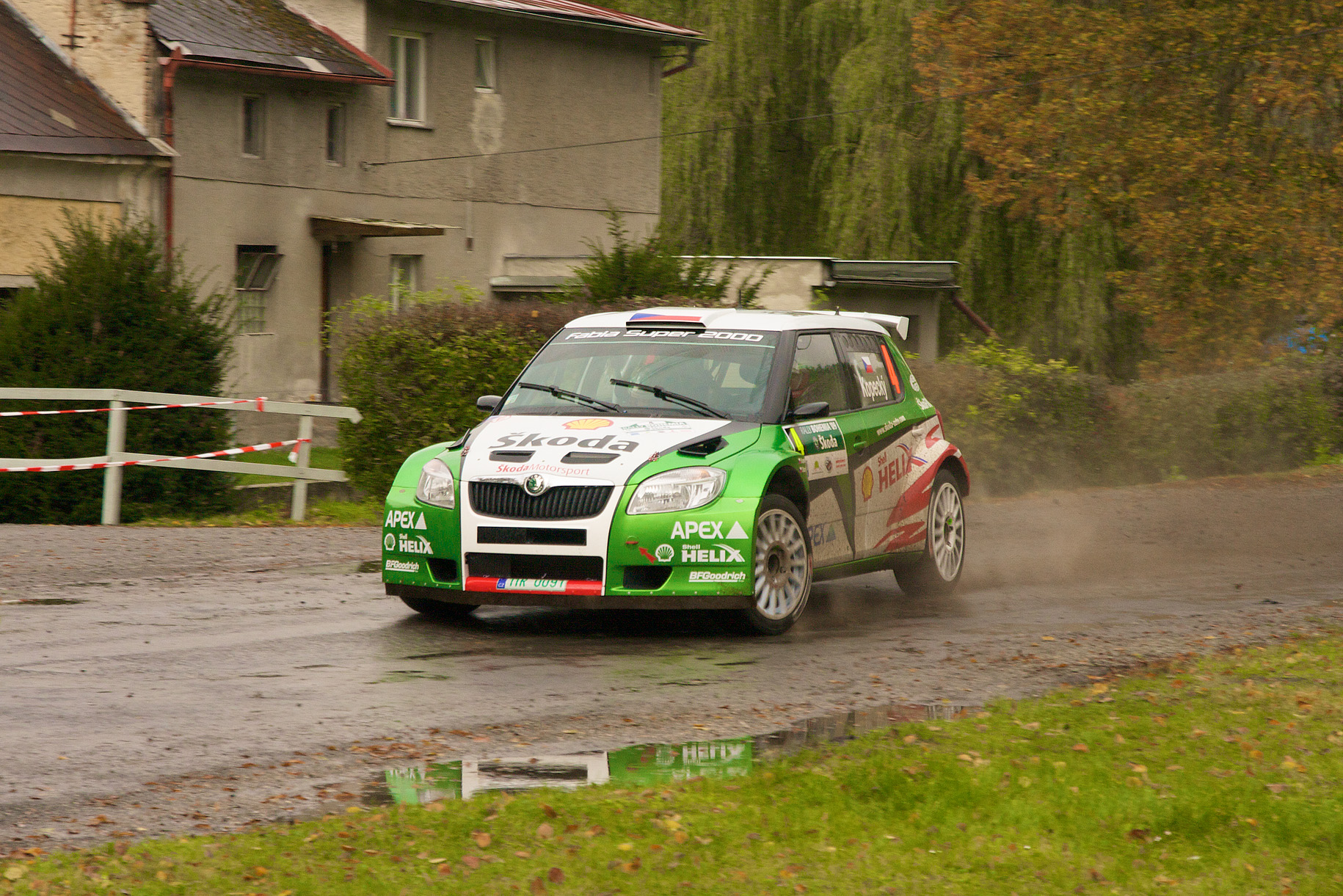
Škoda Fabia S2000 Jana Kopeckého v roce 2009
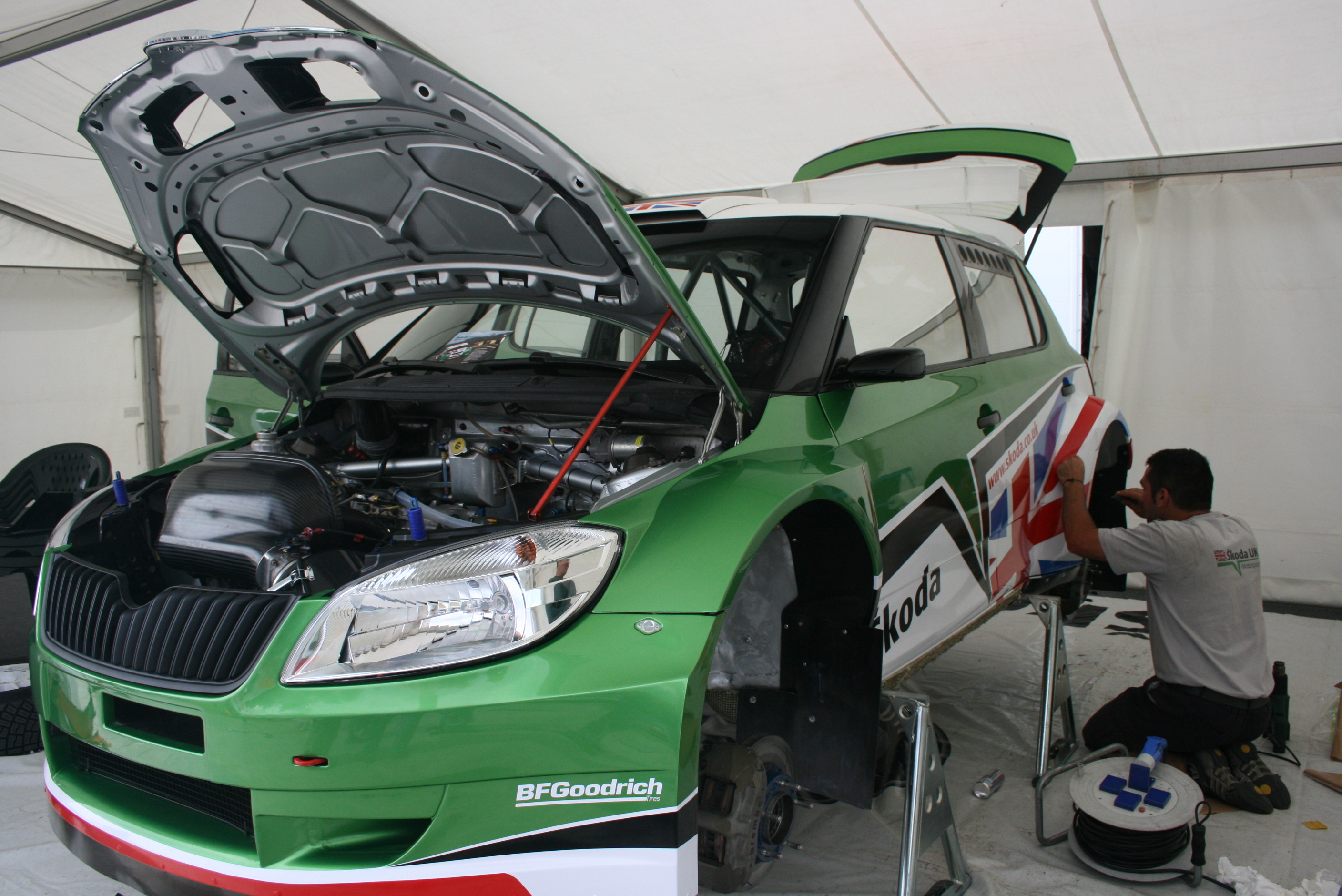
Druhá evoluce vozu Škoda Fabia S2000 v roce 2010
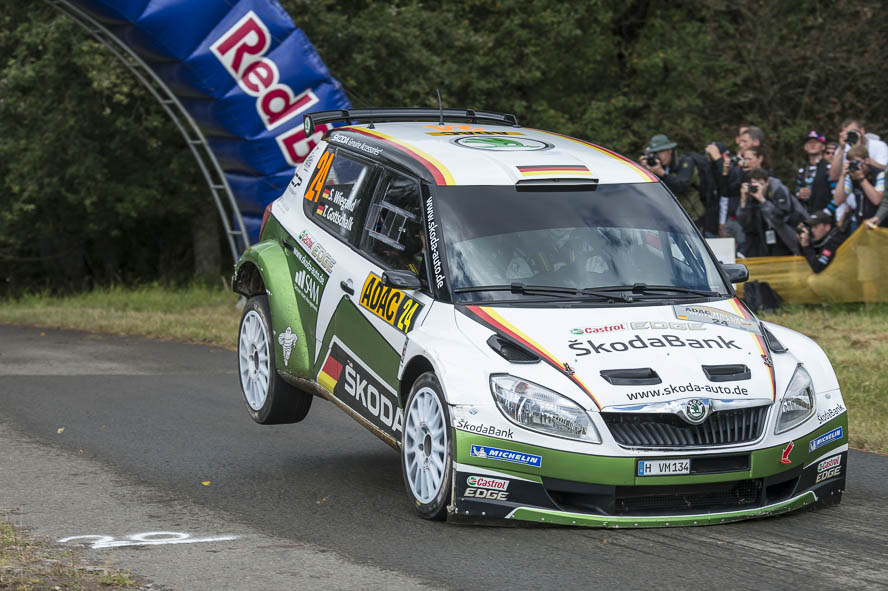
Škoda Fabia S2000 Seppa Wieganda v roce 2012
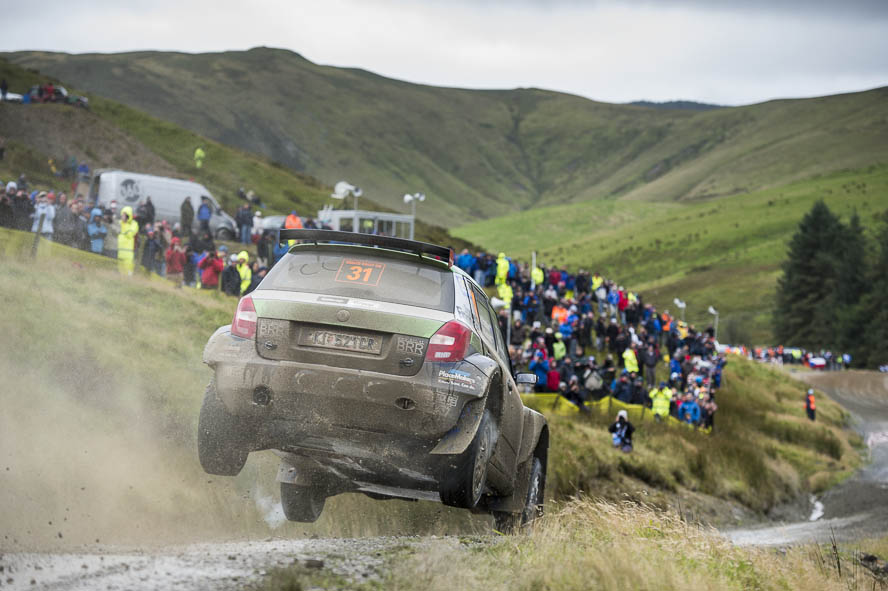
Škoda Fabia S2000 Haydena Paddona v roce 2012
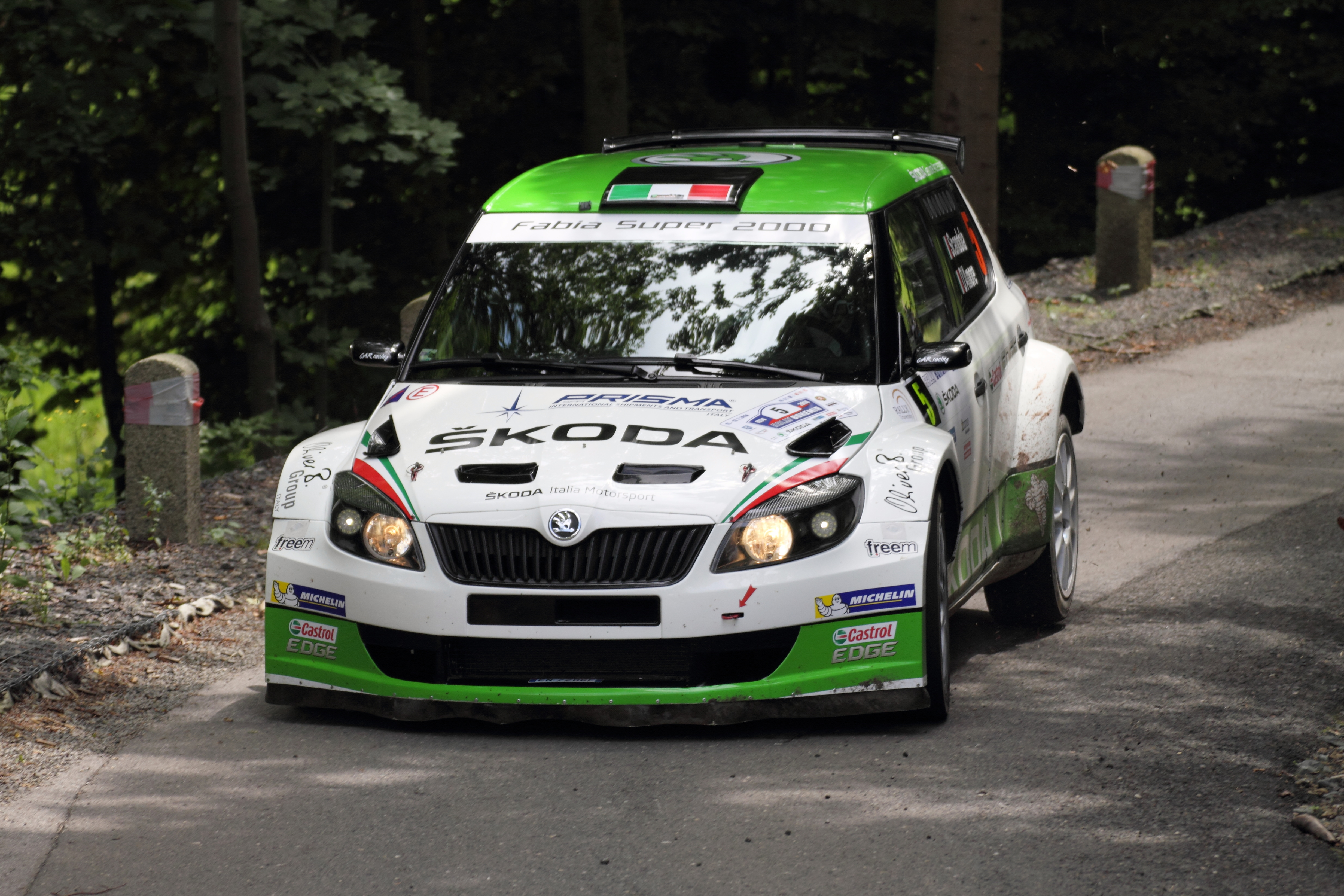
Škoda Fabia S2000 Umberta Scandoly v roce 2014
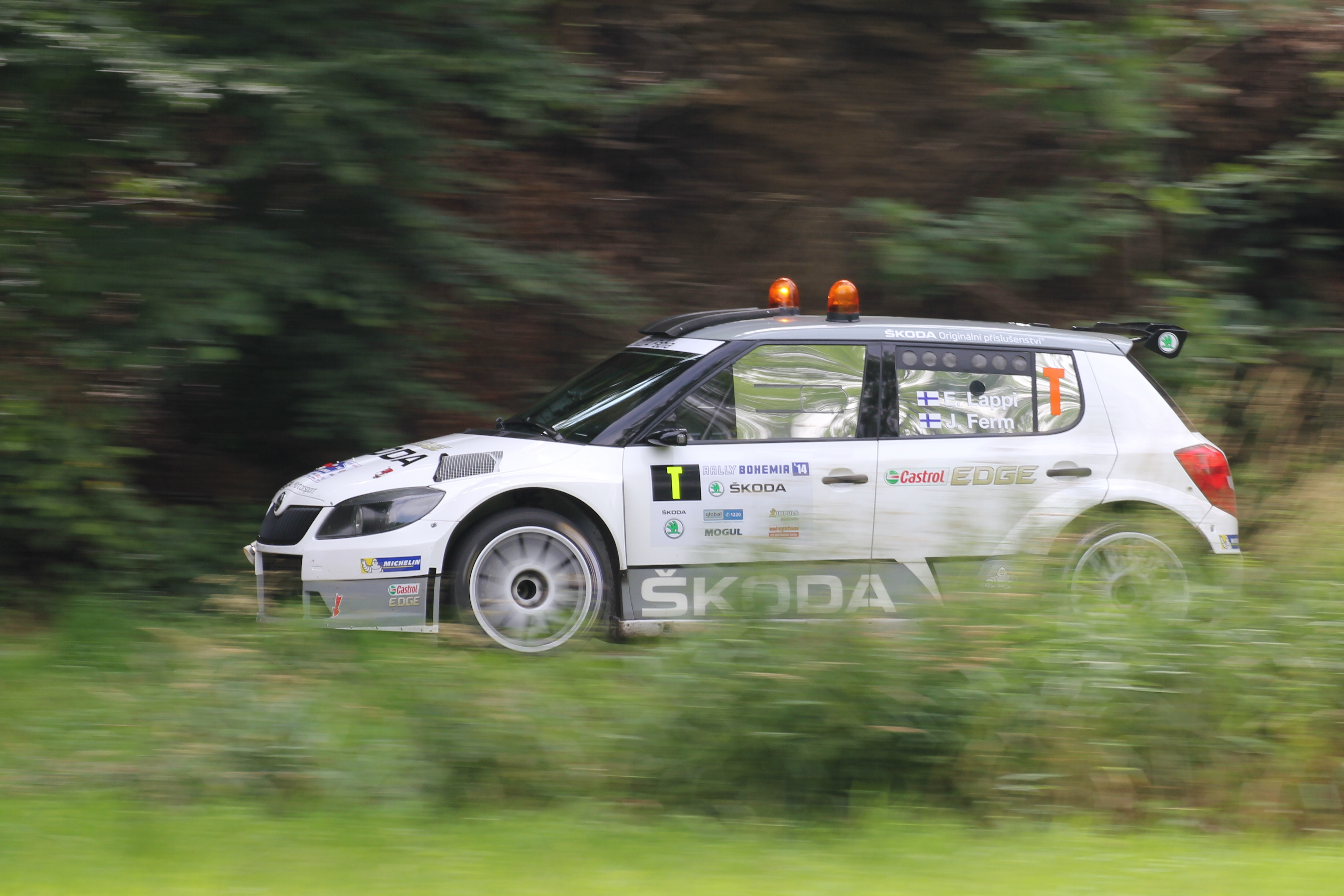
Esapekka Lappi jako předjezdec s Škodou Fabia S2000 1.6T

## Sportovní výsledky
V letech 2009 až 2014 dosáhly posádky s Fabií S2000 padesáti národních a mezinárodních titulů.

### Mistrovství světa v rallye

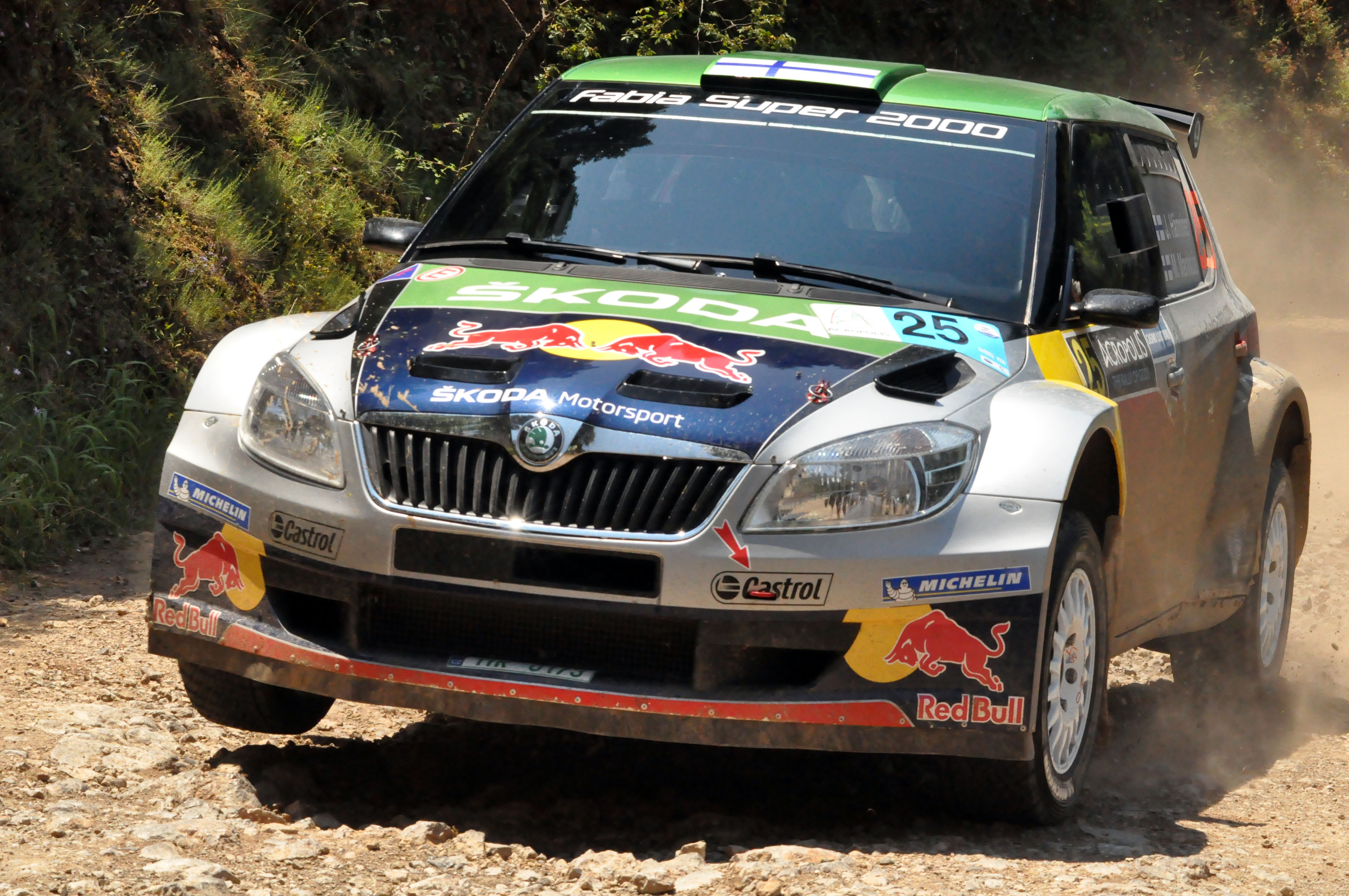
Juho Hänninen při Acropolis rallye 2011

V roce 2009 bojovali jezdci s vozy Fabia S2000 o body v zavedené kategorii produkčních vozů (PWRC), v této kategorii byly zařazeny vozy Super 2000, ale také vozy skupiny N4 (Mitsubishi Lancer Evo IX nebo Subaru Impreza STi N14). V roce 2010 vznikl samostatný šampionát Super 2000 World Rally Championship (SWRC). S příchodem skupiny vozů R v roce 2013 došlo ke sloučení PWRC a SWRC do WRC-2, zároveň byla tato kategorie otevřena novým vozům R5. Titul v S-WRC s Fabií S2000 získal pouze Juho Hänninen, zvítězil v roce 2011. V roce 2010 i 2012 slavili titul jezdci s vozy Ford Fiesta S2000.

#### Vítězství v PWRC
| Č. | Závod                | Rok  | Jezdec                | Spolujezdec      |
| -- | -------------------- | ---- | --------------------- | ---------------- |
| 1  | 3. Norská rallye     | 2009 | Patrik Sandell        | Emil Axelsson    |
| 2  | 37. Kyperská rallye  | 2009 | Patrik Sandell        | Emil Axelsson    |
| 3  | 56. Acropolis Rallye | 2009 | Lambros Athanassoulas | Nikolaos Zakheos |

#### Vítězství v SWRC/WRC-2
| Č. | Závod                          | Rok  | Jezdec               | Spolujezdec        |
| -- | ------------------------------ | ---- | -------------------- | ------------------ |
| 1  | 58. Švédská rallye             | 2010 | Per-Gunnar Andersson | Anders Fredriksson |
| 2  | 60. Neste Oil Rally Finland    | 2010 | Juho Hänninen        | Mikko Markkula     |
| 3  | 28. ADAC Rallye Deutschland    | 2010 | Patrik Sandell       | Emil Axelsson      |
| 4  | 2010 Rallye de France          | 2010 | Patrik Sandell       | Emil Axelsson      |
| 5  | 66. Wales Rally GB             | 2010 | Andreas Mikkelsen    | Ola Floene         |
| 6  | 57. Acropolis rallye           | 2011 | Juho Hänninen        | Mikko Markkula     |
| 7  | 61. Neste Oil Rally Finland    | 2011 | Juho Hänninen        | Mikko Markkula     |
| 8  | 47. RACC Rally de España       | 2011 | Juho Hänninen        | Mikko Markkula     |
| 9  | 46. Rally de Portugal          | 2012 | Hayden Paddon        | John Kennard       |
| 10 | 42. Rally New Zealand          | 2012 | Hayden Paddon        | John Kennard       |
| 11 | 81. Rallye Monte-Carlo         | 2013 | Sepp Wiegand         | Frank Christian    |
| 12 | 47. Vodafone Rally de Portugal | 2013 | Esapekka Lappi       | Janne Ferm         |

### Intercontinental Rally Challenge

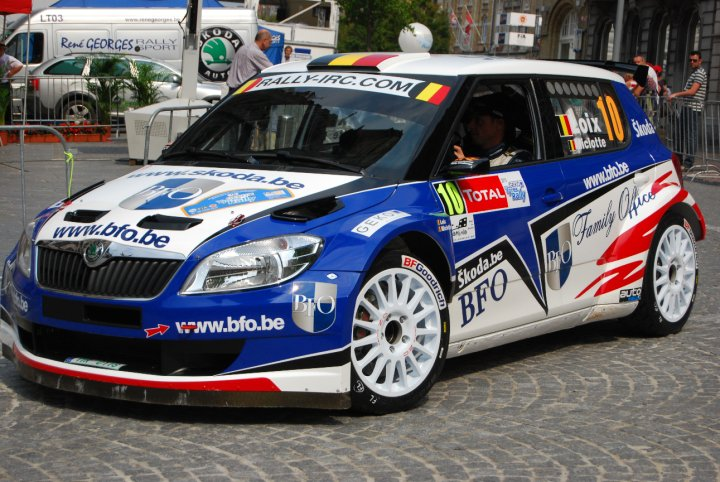
Freddy Loix v roce 2010 při Ypres rallye, Loix startoval pouze ve třech závodech IRC 2010, ale všechny starty dokázal proměnit ve vítězství

Intercontinental Rally Challenge byl šampionát pro mladé a amatérské jezdce. V roce 2013 došlo ke sloučení s Mistrovstvím Evropy v rallye. V letech 2007 až 2009 na titul dosáhli jezdci s vozy Peugeot 207 S2000. V roce 2010 ovládl šampionát Juho Hänninen s Fabií S2000, v roce 2011 to byl Andreas Mikkelsen, který titul obhájil i v roce 2012. Značka Škoda se s 27 triumfy stala nejúspěšnější značkou v historii IRC, Juho Hänninen se s 11 výhrami stal nejúspěšnějším jezdcem šampionátu.

#### Vítězství v IRC
| Č. | Závod                                                | Rok  | Jezdec            | Spolujezdec       |
| -- | ---------------------------------------------------- | ---- | ----------------- | ----------------- |
| 1  | 1. Rally Russia 2009                                 | 2009 | Juho Hänninen     | Mikko Markkula    |
| 2  | 39. Barum Czech Rally Zlín 2009                      | 2009 | Jan Kopecký       | Petr Starý        |
| 3  | 46. Rallye Príncipe de Asturias 2009                 | 2009 | Jan Kopecký       | Petr Starý        |
| 4  | 64. RAC MSA Rally of Scotland 2009                   | 2009 | Guy Wilks         | Phil Pugh         |
| 5  | 30. Rally Argentina 2010                             | 2010 | Juho Hänninen     | Mikko Markkula    |
| 6  | 34. Rally Islas Canarias - El Corte Inglés 2010      | 2010 | Jan Kopecký       | Petr Starý        |
| 7  | 7. Rally d'Italia Sardinia 2010                      | 2010 | Juho Hänninen     | Mikko Markkula    |
| 8  | 46. Belgium Geko Ypres Rally 2010                    | 2010 | Freddy Loix       | Frederic Miclotte |
| 9  | 51. Rali Vinho da Madeira 2010                       | 2010 | Freddy Loix       | Frederic Miclotte |
| 10 | 40. Barum Czech Rally Zlín 2010                      | 2010 | Freddy Loix       | Frederic Miclotte |
| 11 | 65. RAC MSA Rally of Scotland 2010                   | 2010 | Juho Hänninen     | Mikko Markkula    |
| 12 | 35. Rally Islas Canarias - El Corte Inglés 2011      | 2011 | Juho Hänninen     | Mikko Markkula    |
| 13 | 7. Prime Yalta Rally 2011                            | 2011 | Juho Hänninen     | Mikko Markkula    |
| 14 | 47. Belgium Geko Ypres Rally 2011                    | 2011 | Freddy Loix       | Frederic Miclotte |
| 15 | 46. Sata Rallye Açores 2011                          | 2011 | Juho Hänninen     | Mikko Markkula    |
| 16 | 41. Barum Czech Rally Zlín 2011                      | 2011 | Jan Kopecký       | Petr Starý        |
| 17 | 45. Canon Mecsek Rallye 2011                         | 2011 | Jan Kopecký       | Petr Starý        |
| 18 | 65. RACMSA Rally of Scotland 2011                    | 2011 | Andreas Mikkelsen | Ola Fløene        |
| 19 | 39. FxPro Cyprus Rally 2011                          | 2011 | Andreas Mikkelsen | Ola Fløene        |
| 20 | 47. Sata Rallye Açores 2012                          | 2012 | Andreas Mikkelsen | Ola Fløene        |
| 21 | 36. Rally Islas Canarias Trofeo El Corte Inglés 2012 | 2012 | Jan Kopecký       | Petr Starý        |
| 22 | 71. Circuit of Ireland 2012                          | 2012 | Juho Hänninen     | Mikko Markkula    |
| 23 | 96. Rally Targa Florio 2012                          | 2012 | Jan Kopecký       | Petr Starý        |
| 24 | 48. Belgium Geko Ypres Rally 2012                    | 2012 | Juho Hänninen     | Mikko Markkula    |
| 25 | 12. Sibiului Rally Romania 2012                      | 2012 | Andreas Mikkelsen | Ola Fløene        |
| 26 | 42. Barum Czech Rally Zlín 2012                      | 2012 | Juho Hänninen     | Mikko Markkula    |
| 27 | 32. Mabanol Rally Sliven 2012                        | 2012 | Dimitar Iliev     | Yanaki Yanakiev   |

### Mistrovství Evropy v rallye

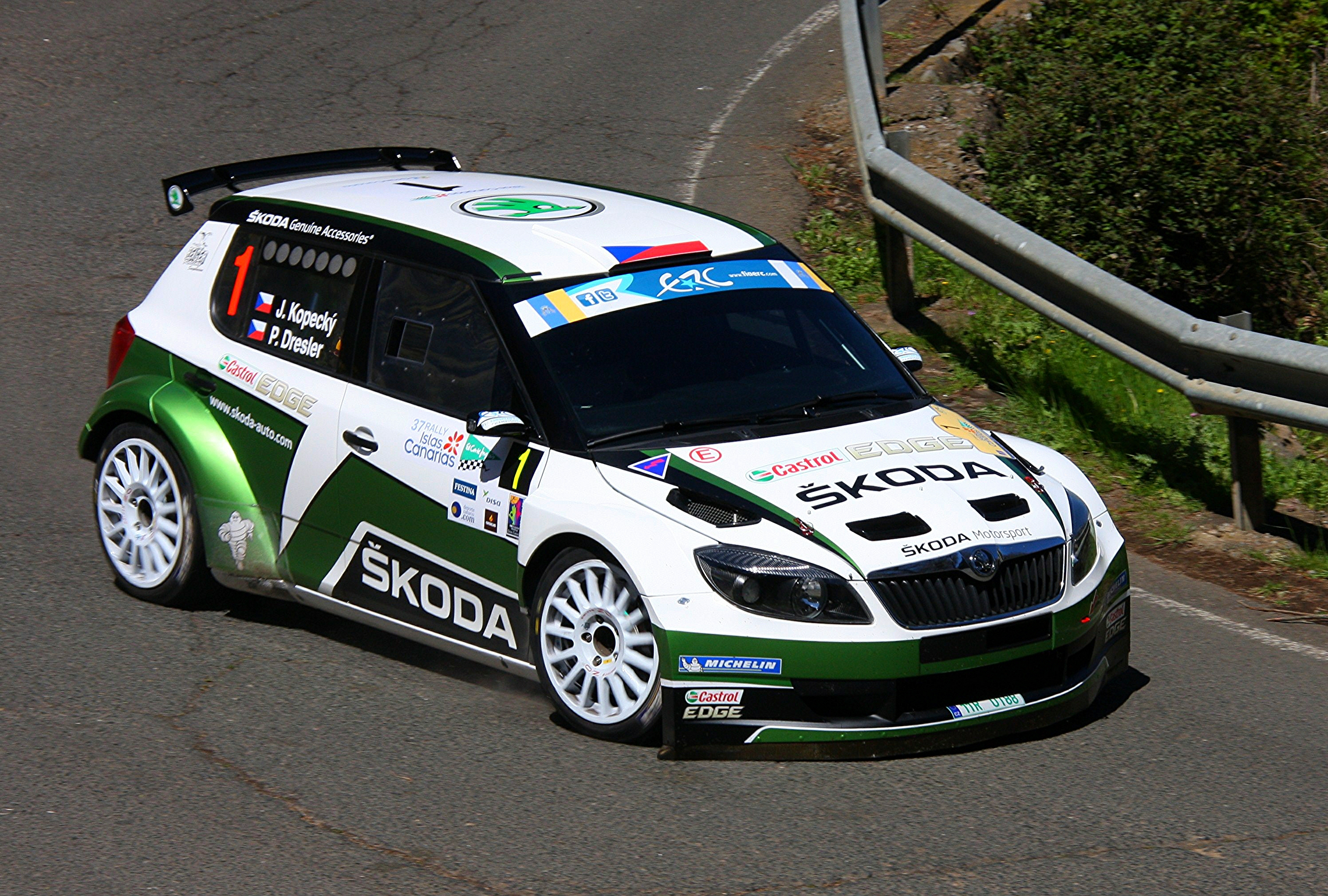
Jan Kopecký při Rally Islas Canarias El Corte Inglés 2013

V letech 2009 až 2011 si tituly z Mistrovství Evropy v rallye odvážely italské posádky s vozy Abarth Grande Punto S2000. V roce 2012 získal titul Juho Hänninen s Fabií, o rok později to byl Jan Kopecký a v roce 2014 Esapekka Lappi.

#### Vítězství v mistrovství Evropy
| Č. | Závod                                         | Rok  | Jezdec          | Spolujezdec       |
| -- | --------------------------------------------- | ---- | --------------- | ----------------- |
| 1  | 46. Rallye Principe de Asturias 2009          | 2009 | Jan Kopecký     | Petr Starý        |
| 2  | 47. Rallye Principe de Asturias 2010          | 2010 | Alberto Hevia   | Alberto Iglesias  |
| 3  | 46. Belgium Geko Ypres Rally 2010             | 2010 | Jan Kopecký     | Petr Starý        |
| 4  | 51. Rali Vinho da Madeira 2010                | 2010 | Jan Kopecký     | Petr Starý        |
| 5  | 52. Rallye International du Valais 2011       | 2011 | Antonín Tlusťák | Jan Škaloud       |
| 6  | 29. Internationale Jänner Rallye 2012         | 2012 | Jan Kopecký     | Petr Starý        |
| 7  | 39. Croatia Rally 2012                        | 2012 | Juho Hänninen   | Mikko Markkula    |
| 8  | 43. Rally Bulgaria 2012                       | 2012 | Dimitar Iliev   | Yanaki Yanakiev   |
| 9  | 48. Belgium Geko Ypres Rally 2012             | 2012 | Juho Hänninen   | Mikko Markkula    |
| 10 | 41. Bosphorus Rally 2012                      | 2012 | Juho Hänninen   | Mikko Markkula    |
| 11 | 42. Barum Czech Rally Zlín 2012               | 2012 | Juho Hänninen   | Mikko Markkula    |
| 12 | 69. Rajd Polski 2012                          | 2012 | Esapekka Lappi  | Janne Ferm        |
| 13 | 30. Internationale Jänner Rallye 2013         | 2013 | Jan Kopecký     | Pavel Dresler     |
| 14 | 37. Rally Islas Canarias El Corte Inglés 2013 | 2013 | Jan Kopecký     | Pavel Dresler     |
| 15 | 48. SATA Rallye Açores 2013                   | 2013 | Jan Kopecký     | Pavel Dresler     |
| 16 | 49. Belgium Geko Ypres Rally 2013             | 2013 | Freddy Loix     | Frédéric Miclotte |
| 17 | 13. Sibiu Rally 2013                          | 2013 | Jan Kopecký     | Pavel Dresler     |
| 18 | 43. Barum Czech Rally Zlín 2013               | 2013 | Jan Kopecký     | Pavel Dresler     |
| 19 | 40. Croatia Rally 2013                        | 2013 | Jan Kopecký     | Pavel Dresler     |
| 20 | 43. Rallye International du Valais 2013       | 2013 | Esapekka Lappi  | Janne Ferm        |
| 21 | 2. Rallye Liepāja-Ventspils 2014              | 2014 | Esapekka Lappi  | Janne Ferm        |
| 22 | 72. Circuit d'Irlande 2014                    | 2014 | Esapekka Lappi  | Janne Ferm        |
| 23 | 50. Belgium Geko Ypres Rally 2014             | 2014 | Freddy Loix     | Johan Gitsels     |
| 24 | 44. Rallye International du Valais 2014       | 2014 | Esapekka Lappi  | Janne Ferm        |

### Asijsko-pacifické mistrovství

#### Vítězství v APRC
| Č. | Závod                             | Rok  | Jezdec                     | Spolujezdec     |
| -- | --------------------------------- | ---- | -------------------------- | --------------- |
| 1  | Rallye Whangarei 2012             | 2012 | Chris Atkinson             | Stéphane Prévot |
| 2  | Rallye Queensland 2012            | 2012 | Chris Atkinson             | Stéphane Prévot |
| 3  | 15. Rallye Nová Kaledonie 2012    | 2012 | Gaurav Gill                | Glenn McNeall   |
| 4  | Rallye Whangarei 2013             | 2013 | Esapekka Lappi             | Janne Ferm      |
| 5  | Rallye Queensland 2013            | 2013 | Esapekka Lappi             | Janne Ferm      |
| 6  | 16. Rallye Nová Kaledonie 2013    | 2013 | Gaurav Gill                | Glenn McNeall   |
| 7  | Rallye Hokkaido 2013              | 2013 | Gaurav Gill                | Glenn McNeall   |
| 8  | Rallye Wangarhei 2014             | 2014 | Gaurav Gill                | Glenn McNeall   |
| 9  | 17. Rallye Nová Kaledonie 2014    | 2014 | Jan Kopecký (4. absolutně) | Pavel Dresler   |
| 10 | Rallye Queensland 2014            | 2014 | Jan Kopecký                | Pavel Dresler   |
| 11 | Malajsijská rallye 2014           | 2014 | Gaurav Gill                | Glenn McNeall   |
| 12 | Rallye Hokkaido 2014              | 2014 | Jan Kopecký                | Pavel Dresler   |
| 13 | Rallye Wangarhei 2015             | 2015 | Pontus Tidemand            | Emil Axelsson   |
| 14 | 18. Rallye de Nová Kaledonie 2015 | 2015 | Gaurav Gill                | Glenn McNeall   |
| 15 | Rallye Queensland 2015            | 2015 | Pontus Tidemand            | Emil Axelsson   |
| 16 | Malajsijská rallye 2015           | 2015 | Pontus Tidemand            | Emil Axelsson   |
| 17 | Rallye Hokkaido 2015              | 2015 | Pontus Tidemand            | Emil Axelsson   |

### Národní mistrovství

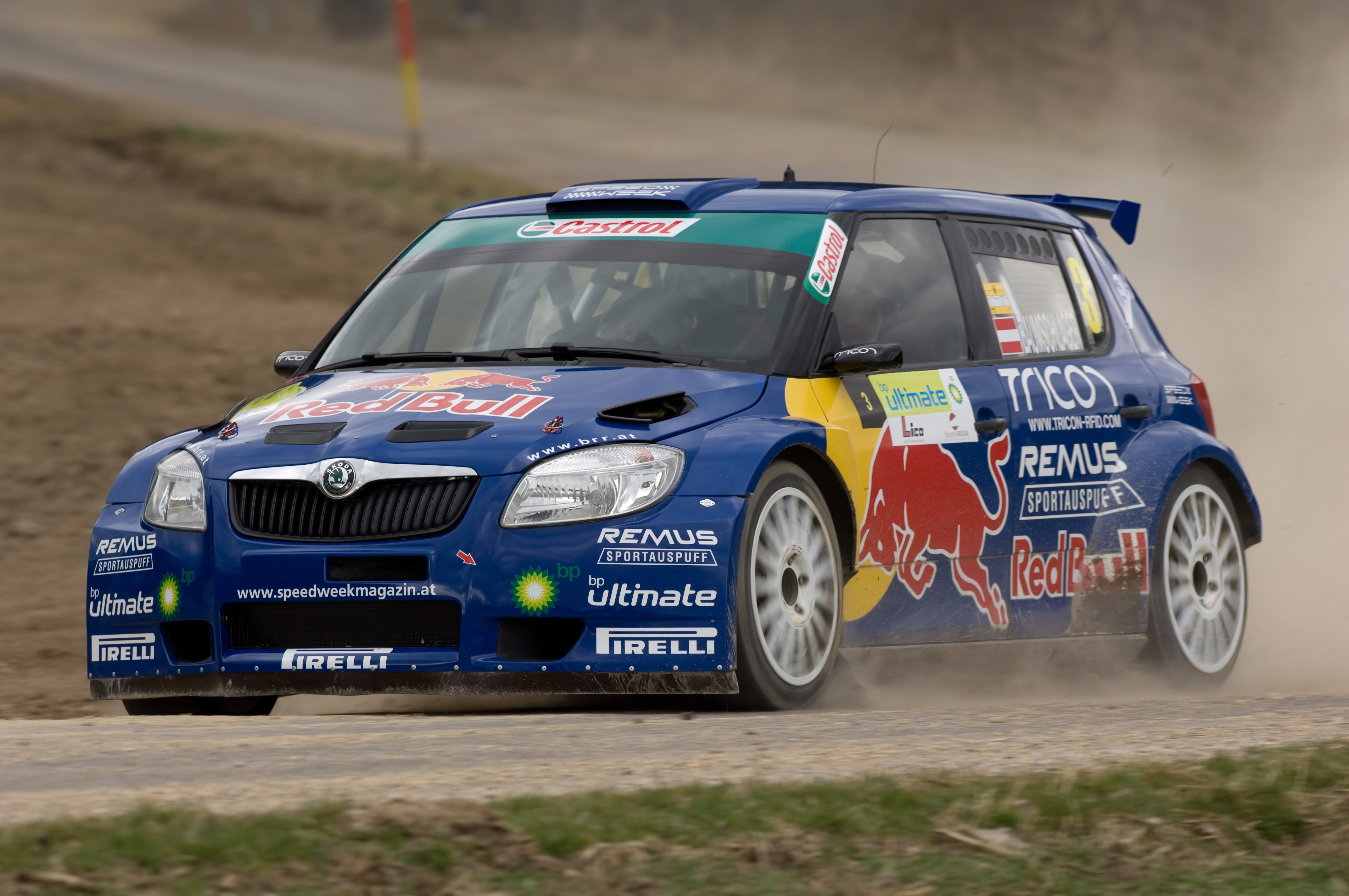
Raimund Baumschlager v roce 2009, Baumschlager získal rakouský titul čtrnáctkrát, z toho pětkrát s Fabií S2000

Škoda Fabia S2000 dopomohla k národnímu titulu jezdcům v řadě zemí.
Tři jezdci se radovali z titul v domácím šamionátu: Pavel Valoušek (2010), Roman Kresta (2011) a Jan Kopecký (2012).
Raimund Baumschlager získal s Fabií pětkrát rakouský titul.
V Německu zvítězil Matthias Kahle (2010) a Mark Wallenwein (2012).
Na Slovensku s Fabií dokázal titul získat domácí Jozef Béreš jun. (2010, 2011) a polský jezdec Grzegorz Grzyb (2013, 2014).
Jezdci s Fabií S2000 zvítězili v národním mistrovství také v Belgii, Bulharsku, Itálii, Libanonu, Portugalsku, Turecku, Slovinsku nebo ve Španělsku.

#### Tituly v národních mistovství
| Rok  | Země        | Jezdec               |
| ---- | ----------- | -------------------- |
| 2009 | Rakousko    | Raimund Baumschlager |
| 2010 | Česko       | Pavel Valoušek       |
| 2010 | Libanon     | Roger Feghali        |
| 2010 | Německo     | Matthias Kahle       |
| 2010 | Slovensko   | Jozef Béreš ml.      |
| 2010 | Španělsko   | Alberto Hevia        |
| 2010 | Rakousko    | Raimund Baumschlager |
| 2011 | Bulharsko   | Dimitar Iliev        |
| 2011 | Česko       | Roman Kresta         |
| 2011 | Slovensko   | Jozef Béreš ml.      |
| 2011 | Slovinsko   | Piero Longhi         |
| 2012 | Bulharsko   | Dimitar Iliev        |
| 2012 | Česko       | Jan Kopecký          |
| 2012 | Rakousko    | Raimund Baumschlager |
| 2012 | Německo     | Mark Wallenwein      |
| 2012 | Slovinsko   | Aleks Humar          |
| 2012 | Turecko     | Luca Rossetti        |
| 2013 | Bulharsko   | Dimitar Iliev        |
| 2013 | Itálie      | Umberto Scandola     |
| 2013 | Rakousko    | Raimund Baumschlager |
| 2013 | Portugalsko | Ricardo Moura        |
| 2013 | Slovensko   | Grzegorz Grzyb       |
| 2014 | Belgie      | Freddy Loix          |
| 2014 | Portugalsko | Pedro Meireles       |
| 2014 | Rakousko    | Raimund Baumschlager |
| 2014 | Slovensko   | Grzegorz Grzyb       |
| 2015 | Belgie      | Freddy Loix          |